# Pace (Mississippi)
Pour les articles homonymes, voir Pace.
Pace est une ville américaine située dans le comté de Bolivar, dans le Mississippi. Selon le recensement de 2020, sa population est de 183 habitants.